# Sociedad de San Pablo
La Sociedad de San Pablo es una congregación religiosa fundada en 1914 en Alba (Italia), provincia de Cuneo, por el Beato Padre Santiago Alberione. Los miembros de la Sociedad de San Pablo, conocidos como Paulinos, fieles a la misión a ellos confiada por el fundador, se empeñan en la difusión del mensaje cristiano, utilizando los medios que la tecnología pone a disposición del hombre de hoy para comunicar.
Están presentes en más de 30 naciones. Muchos son los campos de su actividad: edición de libros, labor periodística, cinematográfica, televisiva, radiofónica, audiovisual, multimedial, telemática; centros de estudio, investigación, formación, animación pastoral, etc.
La marca que caracteriza todos los productos y la actividad de los Paulinos, representa eficazmente el dinamismo de su presencia; y de esta forma el Gobierno General y los Gobiernos de las circunscripciones, hacen vital y actual la misión.
El padre Santiago Alberione, usando el estilo de San Pablo, de hacerse "todo con todos", además de la Sociedad de San Pablo, fundó cuatro Congregaciones femeninas: las Hijas de San Pablo, las Pías Discípulas del Divino Maestro, las Hermanas Pastorcitas, y las Hermanas Apostolinas; cuatro institutos agregados: Jesús Sacerdote, San Gabriel Arcángel, Anunciación de María, Santa Familia; y la Asociación de Cooperadores Paulinos... Todos juntos constituyen la Familia Paulina.

## Misión
Fundada el 20 de agosto de 1914 y aprobada definitivamente por la Santa Sede el 27 de junio de 1949, tiene como misión "la evangelización con los medios modernos de la comunicación". Está conformada por religiosos presbíteros y laicos consagrados (llamados Discípulos del Divino Maestro). 
Está presente en los cinco continentes, y se sirve de revistas, libros, cine, radio, televisión, discos, musicassettes, compact disc, sitos de internet y de toda tecnología comunicativa para anunciar a Cristo y hablar de todo cristianamente a las personas alejadas de la vida parroquial. Los modelos de su misión son: Jesús Maestro, San Pablo, el apóstol que se "hace todo con todos" y María Reina de los Apóstoles que da vida al Cristo comunicador del Padre.

## El Padre Santiago Alberione

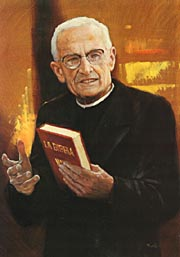
Beato Santiago Alberione

"Mírenlo ahí humilde, silencioso, incansable, recogido en sus pensamientos, que van de la oración a la acción, siempre atento a interpretar los signos de los tiempos. El padre Alberione ha dado a la Iglesia nuevos instrumentos para expresarse, nuevos medios para dar vigor y amplitud a su apostolado... Deja que el Papa, a nombre de toda la Iglesia, exprese su gratitud». Así se expresa Pablo VI el 28 de junio de 1969.
El padre Alberione es recibido en audiencia por el Papa, acompañado por los participantes al segundo Capítulo General y de una grande representación de Paulinos y Paulinas. En esta ocasión el Papa confiere al fundador de la Familia Paulina, la cruz "Pro Ecclesia et Pontifice".
Dos años más tarde, el 26 de noviembre de 1971, por la tarde, Pablo VI visita en forma privada, al Padre Alberione, agonizante. A las 18:26 del mismo día el padre Alberione termina su existencia terrena. Las últimas palabras que ha dejado como testamento espiritual, a sus hijos e hijas son una invitación a la esperanza: "Muero... rezo por todos, ¡Paraíso!".
Estas son las etapas esenciales de su vida:
1884, 4 de abril - Santiago Alberione nace en San Lorenzo di Fossano (Cuneo).
1890-1891 - Frecuenta la escuela elemental en Cherasco.
1896, 25 de octubre - Entra al seminario de Bra.
1900, mes de abril - Viene invitado a dejar el seminario de Bra.
1900, mes de octubre - Entra en el seminario de Alba.
1900, 31 de diciembre - 1° enero de 1901 - Participando a la adoración nocturna en la catedral de Alba, se siente obligado a hacer algo por el Señor y por los hombres del nuevo siglo.
1907, 29 de junio - Es ordenado sacerdote en Alba.
1908 - Por algunos meses desarrolla la actividad pastoral en Narzole.
1908, 1° de octubre - Re-ingresa en el seminario y viene nombrado director espiritual de los jóvenes y de los clérigos.
1913, mes de septiembre - Asume la dirección del semanario Gazzetta d'Alba.
1914, 20 de agosto - Funda la Sociedad de San Pablo.
1915, 15 de junio - Funda las Hermanas Hijas de San Pablo.
1921, 5 de octubre - Se constituye la Pía Sociedad de San Pablo, con la emisión de los votos en privado, de algunos de sus miembros.
1921, 23 de noviembre - El padre Alberione pide a monseñor José Francisco Re, Obispo de Alba, de erigir la Sociedad de San Pablo en congregación diocesana.
1924, 10 de febrero - Funda las Hermanas Pías Discípulas del Divino Maestro.
1936, en el mes de agosto - Da inicio, en Roma, a la fundación de las Hermanas de Jesús Buen Pastor (Pastorcitas).
1938, 7 de octubre - En Genzano (Roma) nacen oficialmente las Hermanas Pastorcitas.
1947, 3 de abril - Las Pías Discípulas del Divino Maestro, se convierten en congregación de derecho diocesano.
1957, 4 de abril - Inicia el primer Capítulo General de la Sociedad de San Pablo, en el cual, el Padre Alberione viene confirmado como superior general.
1959, 8 de septiembre - En Castelgandolfo (Roma) nacen las Hermanas de María Reina de los apóstoles (Apostolinas).
1960, 8 de abril - La Sagrada Congregación de los Religiosos aprueba la "Asociación Paulina" compuesta de tres institutos agregados: Jesús Sacerdote, San Gabriel Arcángel (Gabrielinos) y Anunciación de María (Anunciatinas).
1969, 5 de agosto - Inicia el segundo capítulo general de la Sociedad de San Pablo, que proclama al Padre Alberione superior general emérito y elige al padre Luigi Damaso Zanoni como nuevo superior general de la Congregación.
1971, 26 de noviembre - A las 18,30 el padre Alberione muere en Roma, en la casa general, después de haber recibido la visita de Paulo VI.
1981, 4 de mayo - Viene concedido el nihil obstat para la causa de su beatificación.
1996, 25 de junio - Fue firmado el Decreto de Venerabilidad, con el que se establece la heroicidad de sus virtudes.
2002, 20 de diciembre - Proclamación oficial, por parte de S.S. Juan Pablo II, del decreto de Beatificación del Fundador.
Esta, su gran obra, ya había estado preconcebida en el lejano 1918 cuando el padre Alberione, hablando a un pequeño grupo de sus primeros jóvenes, inspirado por el Espíritu Santo les decía: "Álcen los ojos, miren a lo alto un grande árbol al cual no se le ve la cima: esta es nuestra Casa, que es de verdad un "alberone"; ustedes están solamente en las raíces.
La Casa actual, de hecho, es solamente la raíz de este grandísimo árbol. Ustedes están a los pies de una grande montaña, suban y miren al horizonte, es todo el mundo". Hoy los paulinos y las paulinas, dispersos en todo el mundo, dan gracias al Señor por haber dado a la Iglesia este Apóstol incansable.

## Misión
Fundada el 20 de agosto de 1914 en Alba (Cuneo, Italia) por el padre Santiago Alberione (1884-1971), la Sociedad de San Pablo tiene como misión específica "evangelizar con los medios modernos de comunicación".
El objetivo de su misión es poner en contacto la totalidad del Cristo (sintetizada en el título "Cristo Maestro Camino, Verdad y Vida") con todas las facultades de la persona (mente, corazón y voluntad) mediante la comunicación que se realiza con los medios modernos. La metodología usada incluye la propuesta de toda la experiencia cristiana (dogma, moral y culto) y la presentación de todas las realidades humanas en prospectiva cristiana.
El desarrollo histórico de la misión paulina sigue la evolución de la comunicación. Inicialmente el padre Alberione había adoptado los impresos; después asocia también el cine, la radio, la televisión y los discos. Actualmente los Paulinos, empeñados en la evangelización con los mass media, se preparan para encarnar el Cristo Maestro Camino Verdad y Vida en la "cultura" creada por la comunicación.
Siguiendo las indicaciones del padre Alberione de "lanzarse siempre hacia adelante", los Paulinos quieren estar en la Iglesia del tercer milenio (el primer milenio va del año 0 al 999, el segundo milenio va del año 1000 al 1999 y estamos ahora en el tercer milenio, del 2000 al 2999), entre los pioneros de una espiritualidad evangélica e integral que sabe inculturarse en la comunicación global y multimedial. Para el padre Alberione y para los Paulinos, la comunicación en la obra de evangelización no es una simple ayuda sino una forma original y auténtica de predicación, que llega a las personas alejadas de la parroquia.

## Familia Paulina
Del 1914 al 1959 el Padre Santiago Alberione funda un conjunto de instituciones reagrupadas con el nombre de "Familia Paulina".

### Congregaciones

#### Sociedad de San Pablo
Congregación masculina, compuesta de Padres Paulinos (sacerdotes) y Hermanos Paulinos (Discípulos del Divino Maestro) que comparten la misma misión, de difundir el mensaje de la palabra de Dios, y evangelizar a "los hombres de hoy con los medios de hoy" , a ellos pertenece el apostolado Editorial San Pablo a nivel internacional.

#### Hijas de San Pablo
Congregación de hermanas religiosas de vida activa, fundadas por el padre Santiago Alberione, que trabajan en los apostolados de evangelización en los medios, a ellas pertenece el apostolado de la Editorial Paulinas a nivel internacional.

#### Pías Discípulas del Divino Maestro
Congregación de monjas de vida contemplativa, fundadas por Escolástica Rivata, de vida contemplativa y dedicadas a la oración por la Familia Pulina, sus apostolados, y la oración por la Iglesia. Apostolado intelectual y difusión del carisma.

#### Hermanas de Jesús Buen Pastor
Congregación de hermanas religiosas dedicadas a la catequesis y la educación, así como la pastoral vocacional de la Iglesia.

#### Hermanas de María Reina de los Apóstoles
Congregación de monjas contemplativas, dedicadas a la oración por las vocaciones a la vida sacerdotal, consagrada y el matrimonio.

### Institutos Seculares

#### Instituto Jesús Sacerdote
Instituto para el clero secular (diáconos, presbíteros y obispos) que no pertenecen a otro carisma (Orden o Congregación) que comparten la misión y los apostolados de la Familia Paulina.

#### Instituto Santa Familia
Instituto para la santificación de matrimonios que se asocian y comparten el carisma de la Familia Paulina y sus apostolados en el mundo.

#### Instituto San Gabriel Arcángel
Instituto Secular masculino para laicos consagrados, quienes toman votos de castidad, pobreza y obediencia, viviendo en el mundo (en su hogar), para tener mayor disposición al servicio de los apostolados, carisma y misión de la Familia Paulina. Se les conoce comúnmente como "Gabrielinos".

#### Instituto Anunciación de María
Instituto Secular femenino para laicos consagrados, quienes toman votos de castidad, pobreza y obediencia, viviendo en el mundo (en su hogar), para tener mayor disposición al servicio de los apostolados, carisma y misión de la Familia Paulina. Se les conoce comúnmente como "Anunciatinas".

### Asociación de Cooperadores Paulinos
Asociación de fieles laicos que comparten el apostolado y misión de la Familia Paulina, que colaboran con su oración, recursos y habilidades en los apostolados. 
En 1960 el Padre Alberione, considerando terminado el difícil periodo fundacional de las varias instituciones, traza la misión de la Familia Paulina: «Debe ser uno el espíritu, aquel contenido en el corazón de San Pablo, 'Cor Pauli, cor Christi'; tienen las mismas devociones; y los varios objetivos convergen en un fin común y general: dar a Jesucristo al mundo en modo completo, como El se ha definido: 'Yo soy el Camino, la Verdad y la Vida'».

## Modelos de la vida Paulina
El 27 de abril de 2003, segundo domingo de Pascua y fiesta de la Divina Misericordia, Juan Pablo II proclamó beato al padre Santiago Alberione.
También entre los hijos e hijas del padre Alberione hay algunos que están llegando al reconocimiento público de su santidad.
El mérito del padre Alberione no solo el hecho de haber ofrecido a la Iglesia nuevos medios que dan vigor y amplitud a la evangelización, sino también haber contribuido a formar hombres y mujeres que, usando los medios de la comunicación social, puedan llegar al mayor grado de santidad.
Beato Padre José Timoteo Giaccardo
Históricamente, el primero en abrir camino hacia los altares, fue el padre José Timoteo Giaccardo, primer sacerdote y vicario general de la Sociedad de San Pablo, a quien el padre Alberione había definido: "fidelísimo entre los fieles". El 22 de octubre de 1989 el padre Giaccardo (1896-1948) viene proclamado Beato por Juan Pablo II.
Venerable Hermana Tecla Merlo
Igualmente es relevante la figura de una mujer que ha trabajado en perfecta sintonía con el padre Alberione: la Venerable Hermana Tecla Merlo (1894-1964), primera superiora general de las Hijas de San Pablo y modelo de mujer que cree firmemente en la eficacia de las nuevas formas de apostolado.
Venerable Canónico Francisco Chiesa
Entre estos grandes testimonios se encuentra el director Espiritual del padre Alberione y Padrino de la Familia Paulina, el Venerable Canónico Francisco Chiesa (1874-1946), modelo para todo consejero espiritual.
Venerable Maggiorino Vigolungo Un fruto particular del método educativo del padre Alberione, que entusiasmaba muchísimo a los jóvenes al apostolado, es el Venerable Maggiorino Vigolungo (1904-1918), modelo para todos los jóvenes que aspiran a la vida paulina.
Venerable Hermano Andrés Borello
Otro ejemplo de vida entregada a los hermanos es el Venerable Hermano Andrés Borello (1916-1948), modelo para todos aquellos que consagran su vida al apostolado de la comunicación social, como Discípulos del Divino Maestro.
Sierva de Dios Hermana María Ecolástica Rivata
Es también espléndido el ejemplo de la Sierva de Dios, la Hermana María Escolástica Rivata (1897-1987), primera Pía Discípula del Divino Maestro y primera Madre de esta Congregación.